# Hartwig Steenken
Hartwig Steenken (Twistringen, 23 de julho de 1941 - 10 de janeiro de 1978) foi um ginete de elite alemão especialista em saltos, campeão olímpico. 

## Carreira
Hartwig Steenken representou seu país nos Jogos Olímpicos de Verão de 1968 e 1972, na qual conquistou a medalha de ouro nos saltos por equipes em 1972.